# Wedern
Wedern ist ein Stadtteil der Stadt Wadern im Landkreis Merzig-Wadern im nördlichen Saarland. Der Stadtteil liegt im Schwarzwälder Hochwald und ist Teil des moselfränkischen Sprachraums.

## Geographie

### Ortsteile

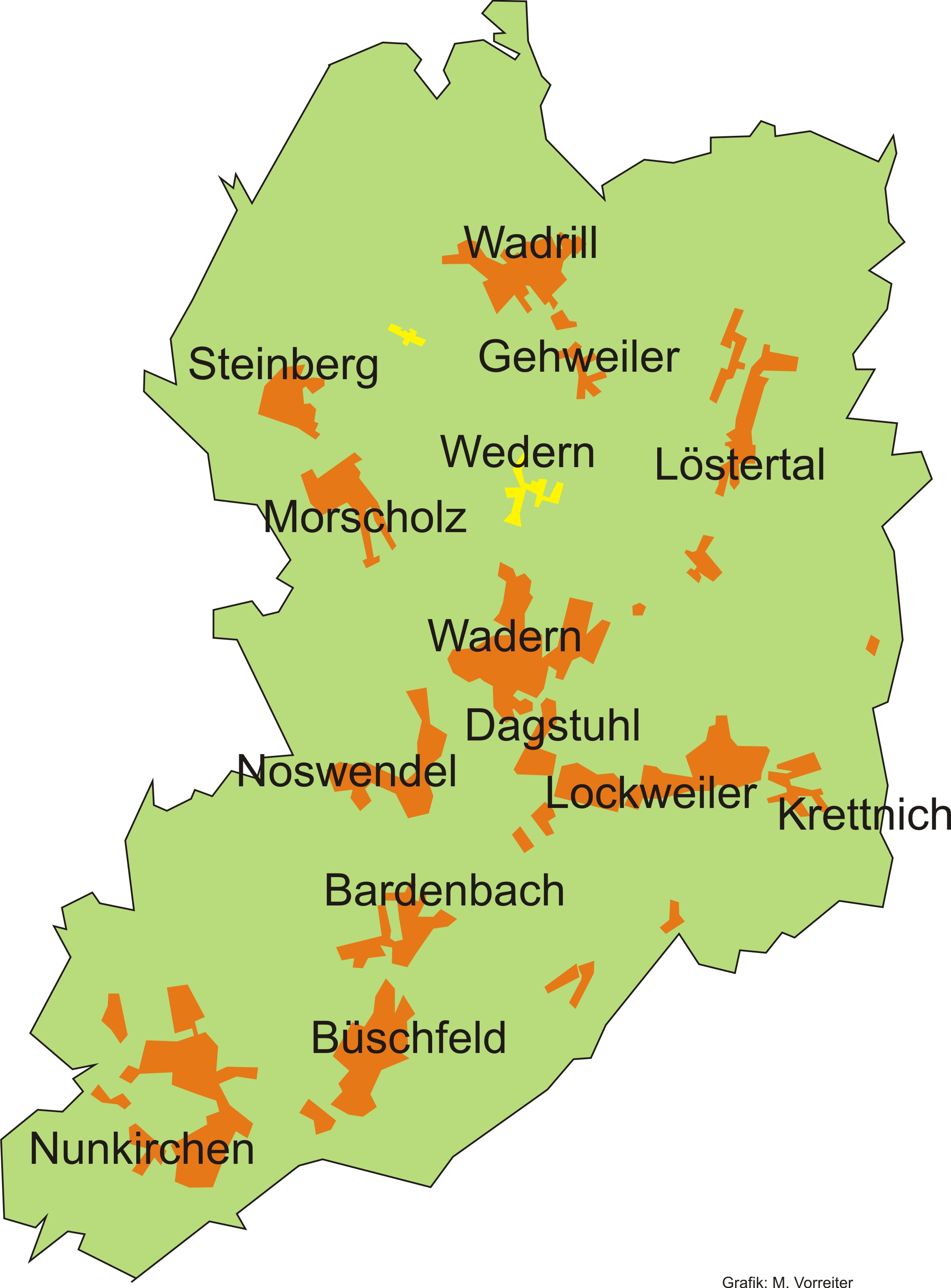
Lage von Wedern in der Stadt Wadern

Wedern bestand bis Juli 2019 aus den Ortschaften Wedern und Reidelbach. Diese kommunalpolitische Zusammengehörigkeit geht zurück auf das Jahr 1803. Wedern liegt im Wadrilltal zwischen den Ortschaften Wadrill und Wadern.

## Geschichte
Wedern entstand wie Wadern und Wadrill in vorkeltischer Zeit. In Besiedlungsnachweisen des Landkapitels Wadrill ist der Ort im Jahre 1447 unter dem Namen „Weddern“ registriert. Im Tal des Wadrillbaches gelegen, gehörte Wedern bis Ende des 18. Jahrhunderts zur Herrschaft Dagstuhl und ist mit der Geschichte Dagstuhls eng verbunden.
Wedern gehörte bis zum Ende des Ersten Weltkrieges dem Kreis Merzig an, der Bestandteil des preußischen Regierungsbezirks Trier war. Der Kreis Merzig wurde im Jahre 1920 nach den Bestimmungen des Versailler Vertrages dem unter Völkerbundsverwaltung stehenden Saargebiet zugewiesen – mit Ausnahme der Hochwaldgemeinden (Amtsbezirke Wadern, Losheim und Weiskirchen), darunter auch Wedern, die unter der Bezeichnung „Restkreis Merzig-Wadern“ weiter beim Regierungsbezirk Trier verblieben. Die landrätliche Verwaltung des „Restkreises“ befand sich in Wadern. Nach dem Zweiten Weltkrieg verfügte Frankreich die Zugehörigkeit des „Restkreises“ zu dem unter französischem Einfluss stehenden neu gebildeten Saarland.
Am 1. Januar 1957 wird das Saarland und damit auch Wedern wieder ein Teil Deutschlands. Der wirtschaftliche Anschluss an die Bundesrepublik erfolgt allerdings erst am 6. Juli 1959.
Im Rahmen der saarländischen Gebiets- und Verwaltungsreform wurde am 1. Januar 1974 die bis dahin eigenständige Gemeinde Wedern aufgelöst und der neuen Gemeinde, ab 1978 Stadt Wadern zugeordnet.

## Politik

### Ortsrat
Ergebnisse der Ortsratswahlen vom 26. Mai 2019:
- CDU: 51,27 %, 5 Sitze
- ProHochwald: 36,08 %, 3 Sitze
- SPD: 12,66 %, 1 Sitz

### Ortsvorsteher
Seit der Gebietsreform 1974:
- Johann Meier (1974 bis 1974)
- Josef Klauck (1974 bis 1979)
- Hans Paulus  (1979 bis 1981)
- Franz Klauck (1981 bis 1994)
- Hans-Werner Paulus (1984 bis 1994)
- Wolfgang Wirth (1994 bis 1997)
- Werner Barth (1997 bis 2014)
- Marc Adams, CDU (ab 2014)

### Wappen
Das Wappen wurde von Willy Weinen entworfen: Im Schildhaupt auf Silber ein Kreuz in Rot als Hinweis auf die Zugehörigkeit zum Kurfürstentum Trier. In einer eingebogenen Spitze auf Gold eine Wolfangel in Rot als Hinweis zur Sötern-Herrschaft Dagstuhl, zu der Wedern gehörte. Rechts daneben auf Grün ein Wellenbalken, ein Schlägel und ein Kreuz in Silber. Hier ist die Wadrill im grünen Flusstal mit dem Symbol für die Berg- und Hüttenarbeiter und der Kapelle dargestellt. Auf der Gegenseite auf Grün eine Tanne in Silber als Hinweis auf den Waldreichtum in der Gemarkung Wedern.

## Kultur und Sehenswürdigkeiten
Kirchlich gehört Wedern zur Pfarrei Wadern. Die Kapelle in Wedern wurde 1950 neu errichtet.

### Veranstaltungen
- Kirmes (August)

### Vereine
- Heimat und Naturfreunde Wedern e. V.
- Deutsches Rotes Kreuz Ortsverein Wedern

## Wirtschaft und Infrastruktur
Im Ortsteil Reidelbach befindet sich das „Hotel Reidelbacher Hof“.  Reidelbach beherbergt auch ein Schützenhaus.

### Medien
- Saarbrücker Zeitung
- Wochenspiegel Hochwald
- Amtliches Bekanntmachungsblatt der Stadt Wadern